# Церковь Богоматери в Цирколи
Церковь Богоматери в Цирколи (груз. წირქოლის ღვთისმშობლის ეკლესია) — грузинская православная церковь VIII—IX веков, расположенная у деревни Цирколи, в долине реки Ксани. Она сочетает в себе черты бескупольной и купольной храмовых конструкций, и таким образом классифицируется как относящаяся к «переходному периоду» средневековой грузинской архитектуры. Территория с церковью, входящая в состав Ахалгорского муниципалитета оказалась под контролем российских и югоосетинских сил в августе 2008 года в ходе российско-грузинской войны. В результате грузинское духовенство и прихожане потеряли доступ к храму, который внесён в список недвижимых памятников культуры национального значения Грузии.

## Расположение
Церковь Божией Матери находится к северо-западу от деревни Цирколи, на правом берегу реки Ксани. Село, также известное в исторических записях как Цирквали, впервые упоминается в средневековых грузинских хрониках при описании событий 975 года. Здесь расположена ещё одна церковь, относящаяся к эпохе позднего Средневековья и посвящённая святому Георгию, а также разрушенная крепость, находящаяся неподалеку от деревни.

## Архитектура
Церковь Богоматери в Цирколи построена из пористого вулканического туфа. Над её центром возвышается купол, не имеющий барабана и опирающийся на тромпы, сводчатый с двускатной крышей, придающий внешний вид однонефного здания. В восточной стороне церкви расположена рака, с полукруглой апсидой и боковыми камерами. Западная часть церкви состоит из двух этажей, каждый из которых соединён с центральной квадратной травеей через пару арочных проёмов. Восточный фасад имеет фронтон, увенчанный простым карнизом. Между фронтоном и двойным арочным окном под ним находится большое прямоугольное углубление, вероятно, сделанное для размещения надписи, которая в итоге так и не была нанесена. В центре южного фасада расположены три соединённые между собой арочные ниши, увенчанные двойным окном, украшенным изысканной резьбой по камню. Центральная ниша служит дверным проёмом в здание церкви. Каменная надпись из храма, выполненная средневековым грузинским шрифтом «асомтаврули», упоминает царя Абхазии Леона III и датируется периодом 957—967 годов. Ныне она хранится в Грузинском национальном музее в Тбилиси. Планировка купола и восточного фасада церкви в Цирколи необычна для средневековой грузинской церковной архитектуры.
В интерьере церкви сохранились фрагменты фресок X—XI веков. Лучше других сохранились изображения святых Февронии и Мариана с пояснительными надписями на грузинском в центре травеи. Кроме того, в церкви есть около десятка нацарапанных граффити, палеографически датированных периодом с XIV до XVII века, памятных или оставленных паломниками.

## Нынешнее состояние
Церковь в Цирколи, значительно пострадавшая от землетрясения, подверглась основательной реконструкцией, организованной правительством Грузии, в период с 2006 по 2008 год. После российско-грузинской войны в августе 2008 года грузины потеряли возможность управлять церковью. В августе 2009 года Грузия обвинила Россию в том, что она поставила под угрозу исторические памятники Цирколи из-за создания новых военных объектов в этом районе.